# Рольова система
Рольова система — це набір ігрових механік, які використовуються в настільній рольовій грі (TTRPG) для визначення результату дій персонажа в грі.

## Історія
Наприкінці 1970-х співробітники Chaosium зрозуміли, що система RuneQuest Стіва Перріна має потенціал стати «домашньою системою», де один набір ігрових механік можна використовувати для кількох ігор; Грег Стаффорд і Лінн Вілліс довели цю теорію, стиснувши правила RuneQuest у тонку 16-сторінкову Basic Role-Playing (1980). :85Ігри героїв використовували свої правила чемпіонів як основу своєї системи героїв. :146Система Pacesetter зосереджувалася на універсальній «таблиці дій», яка використовувала одну таблицю для вирішення всіх ігрових ситуацій. :197Стів Джексон зацікавився публікацією нової системи рольових ігор, розробленої ним самим, з трьома цілями: щоб вона була детальною та реалістичною; логічною і добре організованою; і адаптувалась до будь-якого сетингу та будь-якого рівня гри; ця система зрештою була випущена як GURPS (1986). :104–107Система Palladium, що походить від D&D, зрештою охопила всі назви Palladium Books. :60Mekton II (1987) від R. Talsorian Games вперше показав повноцінну Interlock System. :208
У 1990 році Game Designers' Workshop випустила друге видання ігрової системи Twilight: 2000 і вирішила перетворити її на свою домашню систему, парасольку, під якою будуть розроблені всі майбутні ігри. :60TSR Amazing Engine була універсальною ігровою системою, простою системою для початківців. :27У 1996 році Hero Games у партнерстві з Р. Талсоріаном вирішили створити нову, простішу систему правил для залучення нових гравців, об'єднавши її з ігровою системою Interlock і назвавши Fuzion. :150Dragonlance: Fifth Age (1996) було побудовано на новій ігровій системі SAGA від TSR, яка зосереджена на управлінні ресурсами (через карти), а не на кидках кубика. :29TSR опублікував Alternity (1997), іншу універсальну систему, спрямовану лише на науково-фантастичні ігри. :29Система MasterBook від West End Games не змогла зарекомендувати себе як домашня система, тому вони вирішили опублікувати іншу, D6 System, засновану на їхній найвідомішій і добре перевіреній ігровій системі, Star Wars RPG. :194

## Розвиток
У той час як ранні рольові ігри значною мірою покладалися або на груповий консенсус, судження одного гравця («Dungeon Master» або Game Master), або на рандомізатори, такі як кубики, пізніші покоління настільних рольових ігор дозволяють грі впливати на внесок і результативність гравців, таким чином як відігрування ролей, так і правила беруть участь у формуванні результатів гри.
Ігрова система також впливає на ігрове середовище, яке може мати будь-яку з кількох форм. Універсальні ігрові системи, такі як Basic Role-Playing, GURPS і Fate, не прив'язані до певного жанру оповідання чи сетингу кампанії та можуть використовуватися як основа для гри в різні типи RPG. Інші, як-от Dungeons & Dragons, створені для роботи з певним жанром чи стилем гри, а ще інші, як-от Paranoia, не лише відносяться виключно до певного жанру, але й постачаються в комплекті з певним сетингом кампанії, до якого нерозривно пов'язана ігрова механіка. Насправді, у більш психологічних іграх, таких як Call of Cthulhu, King Arthur Pendragon, Unknown Armies і Don't Rest Your Head, аспекти ігрової системи розроблені для підсилення психологічної чи емоційної динаміки, яка викликає специфічну атмосферу ігрового світу.
Багато систем рольових ігор передбачають генерацію випадкових чисел, за допомогою яких визначається успіх або невдача дії. Це можна зробити за допомогою кубиків (ймовірно, найпоширеніший метод) або карток (як у замку Фалькенштейн), але залежно від системи можуть використовуватися й інші методи. Випадковий результат додається до атрибута, який потім порівнюється з рейтингом складності, хоча в системах існує багато варіацій цієї ігрової механіки. Деякі (наприклад, Storyteller / Storytelling System і One-Roll Engine) використовують набори кубиків замість окремих кубиків для створення серії випадкових чисел, деякі з яких можуть бути відкинуті або використані для визначення величини результату. Однак деякі ігри (наприклад, Amber Diceless і Nobilis) взагалі не використовують випадковий фактор. Натомість вони використовують пряме порівняння рівня здібностей персонажа зі значеннями складності, часто доповнених балами з обмеженого, але поновлюваного пулу. Ці «очки ресурсів» представляють додаткові зусилля або удачу персонажа, і гравець може використовувати їх стратегічно, щоб вплинути на успіх дії.
Окремо можна виділити системи що були створені висміювати стереотипи що існують в інших рольових іграх (наприклад «Murderhobos»), системи що були створені для просування чи висміювання певних політичних чи соціальних поглядів (наприклад «Racial Holy War») та системи що мають настільки низьку якість що стали відомі саме за неї (наприклад F.A.T.A.L.").

## Існуючі системи
До популярних систем можна віднести наступні.
- Advanced Dungeons & Dragons / Dungeons & Dragons / d20
- Warhammer Fantasy Roleplay[en]
- Cyberpunk
- FUDGE
- GURPS
- Munchkin
- Shadowrun
- World of Darkness
- Ars Magica
- 7th Sea

Окрім них існує багато інших, як тих що мають власних прихильників, так і майже невідомі.